# 1695 год в науке
В 1695 году произошли различные научные и технологические события, некоторые из которых представлены ниже.

## Публикации
- Готфрид Вильгельм Лейбниц опубликовал:
  - «Очерк динамики» (Specimen Dynamicum);
  - Философский трактат «Новая система природы и общения между субстанциями, а также о связи, существующей между душою и телом» (Système nouveau de la nature et de la communication des substances, aussi bien que de l’union qu’il y a entre l' âme et le corps)[1].

## Родились
См. также: Категория:Родившиеся в 1695 году
- 6 февраля — Николай II Бернулли, швейцарский математик (умер в 1726 году).
- 3 мая — Анри Пито, французский инженер, изобретатель «трубки Пито» (умер в 1771 году).
- 10 ноября — Джон Бевис, английский астроном, открывший Крабовидную туманность (умер в 1771 году).

## Скончались
См. также: Категория:Умершие в 1695 году
- 15 апреля — Христоф Арнольд, немецкий астроном (род. в 1650 году).
- 8 июля — Христиан Гюйгенс, голландский математик, астроном, физик и изобретатель (род. в 1629 году).
- 30 декабря — Сэмюэль Морленд, английский учёный и дипломат, изобретатель рупора (род. в 1625 году).